# Кракеб

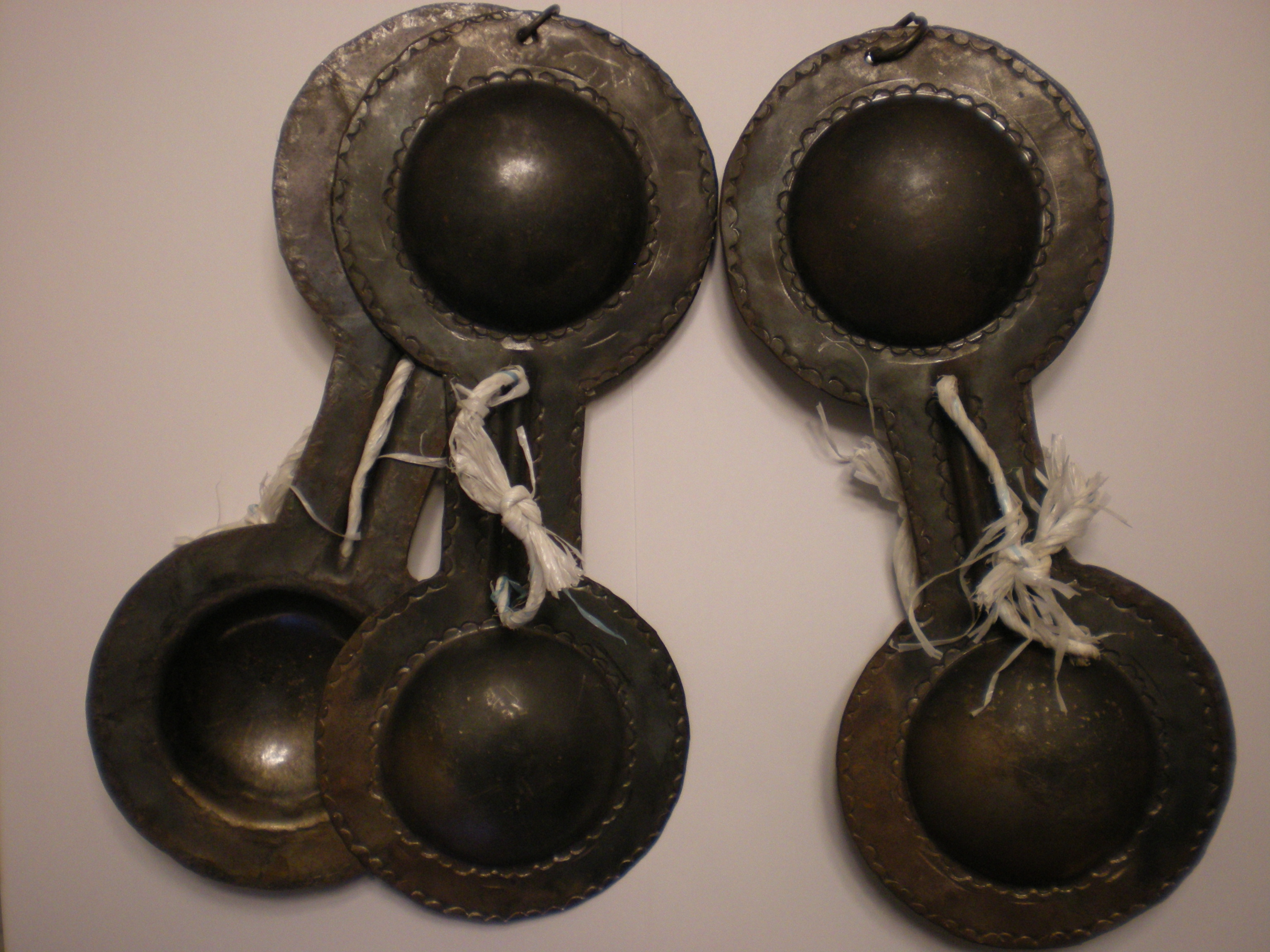
Набір Кракеб

Кракеб (араб. قراقب) або каркабу (Алжирський діалект: قَرْقَابُو) — магрибський національний музичний інструмент. Назва іноді вимовляється як Каракіб, Кркіб або Каркаба  (араб. قرقبة).
Кракеб являє собою пару з металевих ложок з двома кінцями. При грі в кожній руці тримають по парі таких «ложок», щоб при взаємному зіткненні кожної пари виходили швидкі пульсуючі звуки, що створюють колоритний орнамент для ритму.
Кракеб є основним компонентом ритмічної Гнауа музики. Він використовується в основному в Алжирі і Марокко